# Fortissimo possibile

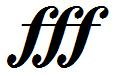
Aanduiding van fortissimo possibile in een muziekstuk.

Fortissimo possibile (ook wel fortississimo genoemd) is een Italiaanse muziekterm voor dynamieknotatie die aangeeft dat een passage zo luid mogelijk gespeeld moet worden. 

## Notatie
De notatie kan op tweeërlei wijze:
- als tekst: fortissimo possibile
- als symbool: met drie (of meer) f-symbolen (ofwel: fff) in vette cursieve schreefletters

De aanduiding wordt geplaatst onder de desbetreffende partij, en in partijen met twee balken zoals voor piano tussen de balken, tenzij beide balken verschillende dynamiek benodigen.
De vorm ffff bestaat ook, maar wordt weinig in conventionele muziekstukken toegepast. Franz Liszt gebruikt de aanduiding in het laatste gedeelte van de Rondo Fantastique (S. 252)